# Dietes iridioides
Dietes iridioides es una especie de la familia de las iridáceas. Es originaria de Etiopía hasta el sur de África.

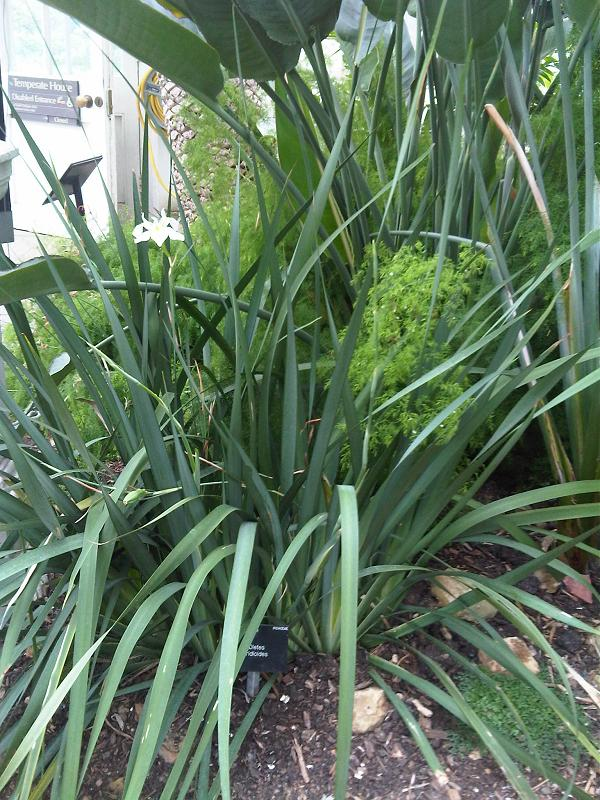
Vista de la planta

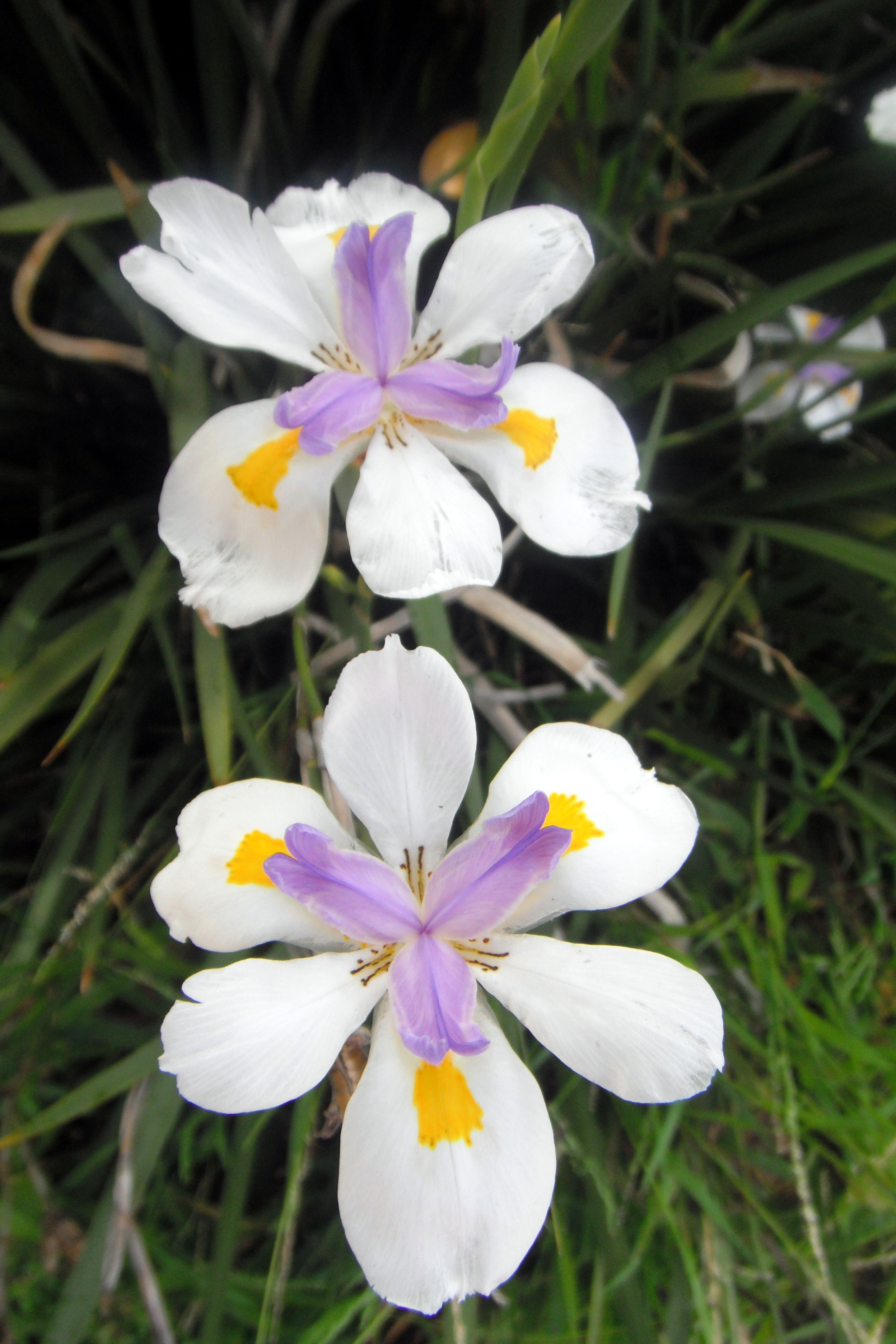
Dos flores

## Descripción
Esta especie tiene tallos sarmentosos con ramas que portan flores como lirios de 6-8 cm de anchura, blancas con marcas centrales amarillas. Crece hasta 60 cm de altura y 30-60 cm de extensión. Forma densas matas basales en forma de abanico extendido. Su hábitat preferido es en semisombra bajo árboles altos y abiertos.

## Taxonomía
Dietes iridioides fue descrita por (L.) Sweet ex Klatt y publicado en Consp. Fl. Afric. 5: 156 (1894).
Sinonimia
- Dietes catenulata (Lindl.) Sweet ex Klatt
- Dietes compressa (L.f.) Klatt
- Dietes crassifolia G.Don
- Dietes iridifolia Salisb.
- Dietes iridioides (L.) Sweet
- Dietes macleaii Baker
- Dietes prolongata (Baker) N.E.Br.
- Dietes prolongata var. galpinii N.E.Br.
- Ferraria blanda Salisb.
- Iris catenulata (Lindl.) Baker
- Iris compressa L.f.
- Iris compressa Thunb.
- Iris moraeoides Ker Gawl.
- Moraea catenulata Lindl.
- Moraea iridioides L.
- Moraea iridioides var. catenulata (Lindl.) Baker
- Moraea iridioides var. prolongata Baker
- Moraea irioides Gaertn.
- Moraea prolongata Baker
- Naron iridioides (L.) Moench
- Naron orientale Medik.[4][1]